# Eidgenössischer Schwingerverband
Der Eidgenössische Schwingerverband (ESV) (französisch Association fédérale de lutte suisse) wurde 1895 gegründet und umfasst fünf Teilverbände mit deren Unterverbänden und Klubs. Der ESV versucht die populärste traditionelle Sportart der Schweiz, Schwingen, weiter zu fördern und deren Traditionen zu pflegen. 1914 zählte der ESV erst 3'411 Mitglieder, 1944 bereits 13'100. Heute darf der ESV auf die Unterstützung von über 50'000 Schwingerfreunden zählen. Seit November 2015 gehört der Eidgenössische Schwingerverband Swiss Olympic an.

## Teilverbände
Dem ESV sind fünf Teilverbände untergeordnet:
- Bernisch-Kantonaler Schwingerverband (BKSV)
- Innerschweizer Schwingerverband (ISV)
- Nordostschweizer Schwingerverband (NOSV)
- Nordwestschweizerischer Schwingerverband (NWSV)
- Südwestschweizer Schwingerverband

## Entstehung
1894 wurde am Eidgenössischen Schwingfest Zürich durch den Festpräsidenten, Turnlehrer J. J. Müller, der Vorschlag zur Gründung eines Eidgenössischen Schwingerverbandes gemacht. Ein Komitee wurde beauftragt, dieses Vorhaben in die Tat umzusetzen. Am 11. März 1895 wurde der Eidgenössische Schwingerverband im Café Born in Bern gegründet. Fritz Flück wurde als erster Obmann gewählt. Am 18. August fand in Biel das erste Eidgenössische Schwing- und Älplerfest statt.